# سیارک ۲۱۴۴۷۶
سیارک ۲۱۴۴۷۶ (به انگلیسی: 214476 Stephencolbert، نامگذاری:2005TO15)۲۱۴۴۷۶مین سیارک کشف شده‌است که در ۰۳ اکتبر ۲۰۰۵ کشف شد.